# South Horizons (MTR)

South Horizons (traditioneel: 海怡半島) is een metrostation van de Metro van Hongkong. Het is de eindhalte van de South Island Line.